# Liga Venezolana de Fútbol Sala
La Liga FUTVE Futsal 1 es un torneo existente en Venezuela, llamado Liga Nacional de Fútbol Sala la cual es un torneo organizado por la Federación Venezolana de Fútbol FVF, una liga que comenzó su actividad en el año 2003. Contaba en sus inicios con la participación de 6 equipos de 6 ciudades del país. Se disputaba un torneo al año, pero a partir del año 2012 se juega el Apertura y el Clausura, el torneo es regulado por el reglamento FIFA.

## Formato
La liga Nacional Clausura 2013 de Fútbol Sala cuenta con 21 participantes de todo el país, con un formato de tres grupos, Grupo Central con 8 equipos, Grupo Oriental, con 7 equipos, y Grupo Occidental con 6 equipos. Se juega en cada grupo todos contra todos y clasifican 4 equipos por grupo a la liguilla final, que se jugará por el título. La liguilla se juega en una ciudad escogida por la FVF. Este formato cambia cada torneo dependiendo de la cantidad de equipos que se inscriban.

## Equipos participantes
15 equipos participan en la temporada del año Clausura 2015.
| GRUPO CENTRAL Equipo            | Estado              | Ciudad     | Gimnasio                  |
| ------------------------------- | ------------------- | ---------- | ------------------------- |
| Unión Sportins Futbol Sala Club | Miranda (Venezuela) | La Guaira  | Domo José María Vargas    |
| Tigres Futbol Sala Club         | Aragua (estado)     | Maracay    | Gimnasio Mauricio Johnson |
| Los Teques Futbol Sala Club     | Miranda (Venezuela) | Los Teques | Domo José María Vargas    |

| GRUPO ORIENTAL Equipo               | Estado            | Ciudad         | Gimnasio                      |
| ----------------------------------- | ----------------- | -------------- | ----------------------------- |
| Anaco Sport Club                    | Estado Anzoátegui | Anaco          | Gimnasio Ciudad Anaco (Anaco) |
| Deportivo Cachamay Fútbol Sala Club | Estado Anzoátegui | Cantaura       | Gimnasio José Santana Siso    |
| Deportivo Anzoategui Sport Club     | Estado Anzoátegui | Puerto La Cruz | Gimnasio Luis Ramos           |
| Fútbol Sala Club Waraos             | Delta Amacuro     | Tucupita       | Polideportivo Delta Amacuro   |

| GRUPO CAPITAL Equipo                  | Estado                       | Ciudad     | Gimnasio                         |
| ------------------------------------- | ---------------------------- | ---------- | -------------------------------- |
| Deportivo Maracay Fútbol Sala Club    | Aragua (estado)              | Maracay    | Gimnasio mauricio johnson        |
| Heroicos Rivas Fútbol Sala Club       | Distrito Capital (Venezuela) | Betijoque  | Gimnasio Vertical de La Victoria |
| Deportivo Madeirense Fútbol Sala Club | Distrito Capital (Venezuela) | Guaicapuro | Gimnasio Eduardo Pardo           |
| Deportivo La Selecta Fútbol Sala Club | Distrito Capital (Venezuela) | Caracas    | Cocodrilo Sport Park             |

| GRUPO OCCIDENTAL Equipo         | Estado                 | Ciudad              | Gimnasio                    |
| ------------------------------- | ---------------------- | ------------------- | --------------------------- |
| Portuguesa Fútbol Sala Club     | Portuguesa (Venezuela) | Acarigua            | Gimnasio Wilbaldo Zabaleta  |
| Real Barinas Fútbol Sala Club   | Barinas (estado)       | Barinas (municipio) | Futsal IRDEB                |
| Flor de Patria Fútbol Sala Club | Trujillo (estado)      | Valera              | Gimnasio Rómulo Ramírez     |
| Falcon Fútbol Sala Club         | Falcón                 | Coro                | Gimnasio Guerrero Fuenmayor |

## Campeones
| Año                | Campeón                              | Subcampeón                           |
| ------------------ | ------------------------------------ | ------------------------------------ |
| 2003               | Guanare Futsal                       | Trujillanos Futsal                   |
| 2004               | Samanes de Aragua                    | La Única                             |
| 2005               | Servipor de Aragua                   | Universidad Central de Venezuela UCV |
| 2007               | Universidad Central de Venezuela UCV | Océano F Táchira Futsal Club         |
| 2009               | Trujillanos Futsal                   | Tejidos Océanos                      |
| 2010               | Tejidos Océanos                      | La Riviera Vargas                    |
| 2011               | Guardianes de Mérida                 | Atuneros de Falcon                   |
| Apertura 2012      | Estudiantes de Guarico               | Estudiantes del Zulia                |
| Clausura 2012      | Asinair FC Margarita                 | Heroicos Ribas                       |
| Apertura 2013      | FSC Santa Bárbara                    | Guardianes de Mérida                 |
| Clausura 2013-2014 | Americargo Futsal                    | Estudiantes de Guarico               |
| Apertura 2014      | Replay Arenas                        | Atlético Los Andes                   |
| Clausura 2015      | Waraos FC                            | Deportivo Anzoátegui                 |
| Adecuación 2015    | Waraos FC                            | Unión Atlético Urdaneta              |
| Apertura 2016      | Portuguesa Futsal                    | Unión Sporting                       |
| Clausura 2016      | Fútbol Sala Club Waraos              | Tigres Futsal                        |
| Apertura 2017      | Portuguesa Fs C                      | Caracas Fs C                         |
| Clausura 2017      |                                      |                                      |

## Títulos por club
| Equipo                               | Títulos | Subtítulos | Años campeón                     |
| ------------------------------------ | ------- | ---------- | -------------------------------- |
| Waraos FC                            | 2       | 0          | (Clausura 2015, Adecuación 2015) |
| Universidad Central de Venezuela UCV | 1       | 1          | (2007)                           |
| Trujillanos Futsal                   | 1       | 1          | (2009)                           |
| Tejidos Oceanos                      | 1       | 1          | (2010)                           |
| Guardianes de Mérida                 | 1       | 1          | (2011)                           |
| Estudiantes de Guarico               | 1       | 1          | (Apertura 2012)                  |
| Guanare Futsal                       | 1       | 0          | (2003)                           |
| Samanes de Aragua                    | 1       | 0          | (2004)                           |
| Servipor de Aragua                   | 1       | 0          | (2005)                           |
| Asinair FC Margarita                 | 1       | 0          | (Clausura 2012)                  |
| FSC Santa Barbara                    | 1       | 0          | (Apertura 2013)                  |
| Americargo Futsal                    | 1       | 0          | (Clausura 2013-14)               |
| Replay Arenas                        | 1       | 0          | (Apertura 2014)                  |
| Portuguesa Futsal                    | 1       | 0          | (Apertura 2016)                  |
| Fútbol Sala Club Waraos              | 1       | 0          | (Clausura 2016)                  |
| Portuguesa Fs C                      | 1       | 0          | (Apertura 2017)                  |
| La Única                             | 0       | 1          | -                                |
| Océano F Táchira Futsal Club         | 0       | 1          | -                                |
| La Riviera Vargas                    | 0       | 1          | -                                |
| Atuneros de Falcon                   | 0       | 1          | -                                |
| Estudiantes del Zulia                | 0       | 1          | -                                |
| Heroicos Ribas                       | 0       | 1          | -                                |
| Atlético Los Andes                   | 0       | 1          | -                                |
| Deportivo Anzoátegui                 | 0       | 1          | -                                |
| Unión Atlético Urdaneta              | 0       | 1          | -                                |
| Unión Sporting                       | 0       | 1          | -                                |
| Tigres Futsal                        | 0       | 1          | -                                |
| Caracas Fs C                         | 0       | 1          | -                                |